# یواس‌اس موبایل (۱۸۵۴)
یواس‌اس موبایل (۱۸۵۴) (به انگلیسی: USS Mobile (1854)) یک کشتی بود که طول آن ۲۱۰ فوت (۶۴ متر) بود. این کشتی در سال ۱۸۵۴ ساخته شد.